# Lista przewodniczących parlamentu Rosji

## Duma Państwowa Imperium Rosyjskiego (1905-1917)
| # | Imię i Nazwisko   | Portret           | Kadencja             | Kadencja        | Partia polityczna | Partia polityczna |
| # | Imię i Nazwisko   | Portret           | Od                   | Do              | Partia polityczna | Partia polityczna |
| - | ----------------- | ----------------- | -------------------- | --------------- | ----------------- | ----------------- |
| 1 | Siergiej Muromcew |                   | 10 maja 1906         | 21 lipca 1906   |                   | KD                |
| 2 | Fiodor Gołowin    |                   | 5 marca 1907         | 16 czerwca 1907 |                   | KD                |
| 3 | Nikołaj Chomiakow |                   | 14 listopada 1907    | 19 marca 1910   |                   | Oktiabryści       |
| 4 | Aleksandr Guczkow |                   | 23 marca 1910        | 28 marca 1911   |                   | Oktiabryści       |
| 5 | Michaił Rodzianko |                   | 4 kwietnia 1911      | 22 czerwca 1912 |                   | Oktiabryści       |
| 5 | Michaił Rodzianko | 28 listopada 1912 | 19 października 1917 |                 |                   | Oktiabryści       |

## Tymczasowa Rada Republiki Rosyjskiej (1917)
| # | Imię i Nazwisko     | Portret | Kadencja            | Kadencja         | Partia polityczna | Partia polityczna |
| # | Imię i Nazwisko     | Portret | Od                  | Do               | Partia polityczna | Partia polityczna |
| - | ------------------- | ------- | ------------------- | ---------------- | ----------------- | ----------------- |
| 1 | Nikołaj Awksientjew |         | 3 października 1917 | 7 listopada 1917 |                   | SR                |

## Rosyjskie Zgromadzenie Ustawodawcze (1917-1918)
| # | Imię i Nazwisko | Portret | Kadencja         | Kadencja         | Partia polityczna | Partia polityczna |
| # | Imię i Nazwisko | Portret | Od               | Do               | Partia polityczna | Partia polityczna |
| - | --------------- | ------- | ---------------- | ---------------- | ----------------- | ----------------- |
| 1 | Wiktor Czernow  |         | 18 stycznia 1918 | 19 stycznia 1918 |                   | SR                |

## Centralny Komitet Wykonawczy RFSRR (1917-1938)
- tymczasowo

| # | Imię i Nazwisko     | Portret | Kadencja          | Kadencja          | Partia polityczna | Partia polityczna                   |
| # | Imię i Nazwisko     | Portret | Od                | Do                | Partia polityczna | Partia polityczna                   |
| - | ------------------- | ------- | ----------------- | ----------------- | ----------------- | ----------------------------------- |
| 1 | Lew Kamieniew       |         | 7 listopada 1917  | 21 listopada 1917 |                   | SDPRR(b)                            |
| 2 | Jakow Swierdłow     |         | 21 listopada 1917 | 16 marca 1918     |                   | SDPRR(b) (do 1918) RKP(b) (od 1918) |
| − | Michaił Władimirski |         | 16 marca 1919     | 30 marca 1919     |                   | RKP(b)                              |
| 3 | Michaił Kalinin     |         | 30 marca 1919     | 15 lipca 1938     |                   | RKP(b) (do 1925) WKP(b) (od 1925)   |

## Rada Najwyższa Rosyjskiej Federacyjnej Socjalistycznej Republiki Radzieckiej (1938-1990)

### Prezydium Rady Najwyższej Rosyjskiej Federacyjnej Socjalistycznej Republiki Radzieckiej
- tymczasowo

| #   | Imię i Nazwisko                | Portret | Kadencja            | Kadencja            | Partia polityczna | Partia polityczna               |
| #   | Imię i Nazwisko                | Portret | Od                  | Do                  | Partia polityczna | Partia polityczna               |
| --- | ------------------------------ | ------- | ------------------- | ------------------- | ----------------- | ------------------------------- |
| 1   | Aleksiej Badajew               |         | 19 lipca 1938       | 4 marca 1944        |                   | WKP(b)                          |
| −   | Iwan Własow                    |         | 9 kwietnia 1943     | 4 marca 1944        |                   | WKP(b)                          |
| 2   | Nikołaj Szwernik               |         | 4 marca 1944        | 25 czerwca 1946     |                   | WKP(b)                          |
| 3   | Iwan Własow (1903–1969)        |         | 25 czerwca 1946     | 7 lipca 1950        |                   | WKP(b)                          |
| 4   | Michaił Tarasow (1899–1970)    |         | 7 lipca 1950        | 16 kwietnia 1959    |                   | WKP(b) (do 1952) KPZR (od 1952) |
| 5   | Nikołaj Ignatow (1901–1966)    |         | 16 kwietnia 1959    | 26 listopada 1959   |                   | KPZR                            |
| 6   | Nikołaj Organow (1901–1982)    |         | 26 listopada 1959   | 20 grudnia 1962     |                   | KPZR                            |
| (5) | Nikołaj Ignatow (1901–1966)    |         | 20 grudnia 1962     | 14 listopada 1966   |                   | KPZR                            |
| −   | Piotr Sysojew (1912–1986)      |         | 14 listopada 1966   | 23 grudnia 1966     |                   | KPZR                            |
| 7   | Michaił Jasnow (1906–1991)     |         | 23 grudnia 1966     | 26 marca 1985       |                   | KPZR                            |
| 8   | Władimir Orłow (1921–1999)     |         | 26 marca 1985       | 3 października 1988 |                   | KPZR                            |
| 9   | Witalij Worotnikow (1926–2012) |         | 3 października 1988 | 29 maja 1990        |                   | KPZR                            |

### Przewodniczący Rady Najwyższej Rosyjskiej Federacyjnej Socjalistycznej Republiki Radzieckiej
| # | Imię i Nazwisko         | Portret | Kadencja         | Kadencja         | Partia polityczna | Partia polityczna               |
| # | Imię i Nazwisko         | Portret | Od               | Do               | Partia polityczna | Partia polityczna               |
| - | ----------------------- | ------- | ---------------- | ---------------- | ----------------- | ------------------------------- |
| 1 | Andriej Żdanow          |         | 15 lipca 1938    | 20 czerwca 1947  |                   | WKP(b)                          |
| 2 | Michaił Tarasow         |         | 20 czerwca 1947  | 14 marca 1951    |                   | WKP(b)                          |
| 3 | Leonid Sołowjow         |         | 13 kwietnia 1951 | 23 marca 1955    |                   | WKP(b) (do 1952) KPZR (od 1952) |
| 4 | Iwan Goroszkin          |         | 23 marca 1955    | 15 kwietnia 1959 |                   | KPZR                            |
| 5 | Wasilij Prochorow       |         | 15 kwietnia 1959 | 4 kwietnia 1963  |                   | KPZR                            |
| 6 | Wasilij Krestjaninow    |         | 4 kwietnia 1963  | 11 kwietnia 1967 |                   | KPZR                            |
| 7 | Michaił Millionszczikow |         | 11 kwietnia 1967 | 27 maja 1973     |                   | KPZR                            |
| 8 | Władimir Kotielnikow    |         | 30 lipca 1973    | 25 marca 1980    |                   | KPZR                            |
| 9 | Nikołaj Gribaczow       |         | 25 marca 1980    | 16 maja 1990     |                   | KPZR                            |

## Rada Najwyższa Rosyjskiej Federacyjnej Socjalistycznej Republiki Radzieckiej i Federacji Rosyjskiej (1990-1993)

### Przewodniczący Rady Najwyższej Rosyjskiej Federacyjnej Socjalistycznej Republiki Radzieckiej i Federacji Rosyjskiej
| # | Imię i Nazwisko    | Portret | Kadencja      | Kadencja            | Partia polityczna | Partia polityczna |
| # | Imię i Nazwisko    | Portret | Od            | Do                  | Partia polityczna | Partia polityczna |
| - | ------------------ | ------- | ------------- | ------------------- | ----------------- | ----------------- |
| 1 | Borys Jelcyn       |         | 29 maja 1990  | 10 lipca 1991       |                   | bezpartyjny       |
| 2 | Rusłan Chasbułatow |         | 10 lipca 1991 | 4 października 1993 |                   | bezpartyjny       |

### Przewodniczący Rady Narodowości
| # | Imię i Nazwisko     | Portret | Kadencja        | Kadencja            | Partia polityczna | Partia polityczna |
| # | Imię i Nazwisko     | Portret | Od              | Do                  | Partia polityczna | Partia polityczna |
| - | ------------------- | ------- | --------------- | ------------------- | ----------------- | ----------------- |
| 1 | Ramazan Abdułatipow |         | 13 czerwca 1990 | 4 października 1993 |                   | bezpartyjny       |

### Przewodniczący Rady Republiki
| # | Imię i Nazwisko  | Portret | Kadencja            | Kadencja            | Partia polityczna | Partia polityczna |
| # | Imię i Nazwisko  | Portret | Od                  | Do                  | Partia polityczna | Partia polityczna |
| - | ---------------- | ------- | ------------------- | ------------------- | ----------------- | ----------------- |
| 1 | Władimir Isakow  |         | 13 czerwca 1990     | 2 października 1991 |                   | bezpartyjny       |
| 2 | Nikołaj Riabow   |         | 2 października 1991 | 23 grudnia 1992     |                   | bezpartyjny       |
| 3 | Weniamin Sokołow |         | 10 lutego 1993      | 4 października 1993 |                   | bezpartyjny       |

## Duma Państwowa Rosyjskiej Federacji (1994-)
| # | Imię i Nazwisko     | Portret                 | Kadencja            | Kadencja            | Partia polityczna | Partia polityczna |
| # | Imię i Nazwisko     | Portret                 | Od                  | Do                  | Partia polityczna | Partia polityczna |
| - | ------------------- | ----------------------- | ------------------- | ------------------- | ----------------- | ----------------- |
| 1 | Iwan Rybkin         |                         | 14 stycznia 1994    | 17 stycznia 1996    |                   | APR               |
| 2 | Giennadij Sełezniow |                         | 17 stycznia 1996    | 29 grudnia 2003     |                   | KPFR              |
| 2 | Giennadij Sełezniow | Partia Odrodzenia Rosji | 17 stycznia 1996    | 29 grudnia 2003     |                   |                   |
| 3 | Boris Gryzłow       |                         | 29 grudnia 2003     | 21 grudnia 2011     |                   | JR                |
| 4 | Siergiej Naryszkin  |                         | 21 grudnia 2011     | 5 października 2016 |                   | JR                |
| 5 | Wiaczesław Wołodin  |                         | 5 października 2016 | nadal               |                   | JR                |

## Rada Federacji (1994-)
- tymczasowo

| # | Imię i Nazwisko      | Portret | Kadencja         | Kadencja         | Partia polityczna | Partia polityczna |
| # | Imię i Nazwisko      | Portret | Od               | Do               | Partia polityczna | Partia polityczna |
| - | -------------------- | ------- | ---------------- | ---------------- | ----------------- | ----------------- |
| 1 | Władimir Szumiejko   |         | 13 stycznia 1994 | 23 stycznia 1996 |                   | bezpartyjny       |
| 2 | Jegor Strojew        |         | 23 stycznia 1996 | 5 grudnia 2001   |                   | bezpartyjny       |
| 3 | Siergiej Mironow     |         | 5 grudnia 2001   | 18 maja 2011     |                   | bezpartyjny       |
| 3 | Siergiej Mironow     | RPL     | 5 grudnia 2001   | 18 maja 2011     |                   |                   |
| 3 | Siergiej Mironow     | SR      | 5 grudnia 2001   | 18 maja 2011     |                   |                   |
| − | Aleksandr Torszyn    |         | 19 maja 2011     | 21 września 2011 |                   | JR                |
| 4 | Walentina Matwijenko |         | 21 września 2011 | nadal            |                   | JR                |